# Slottskajen

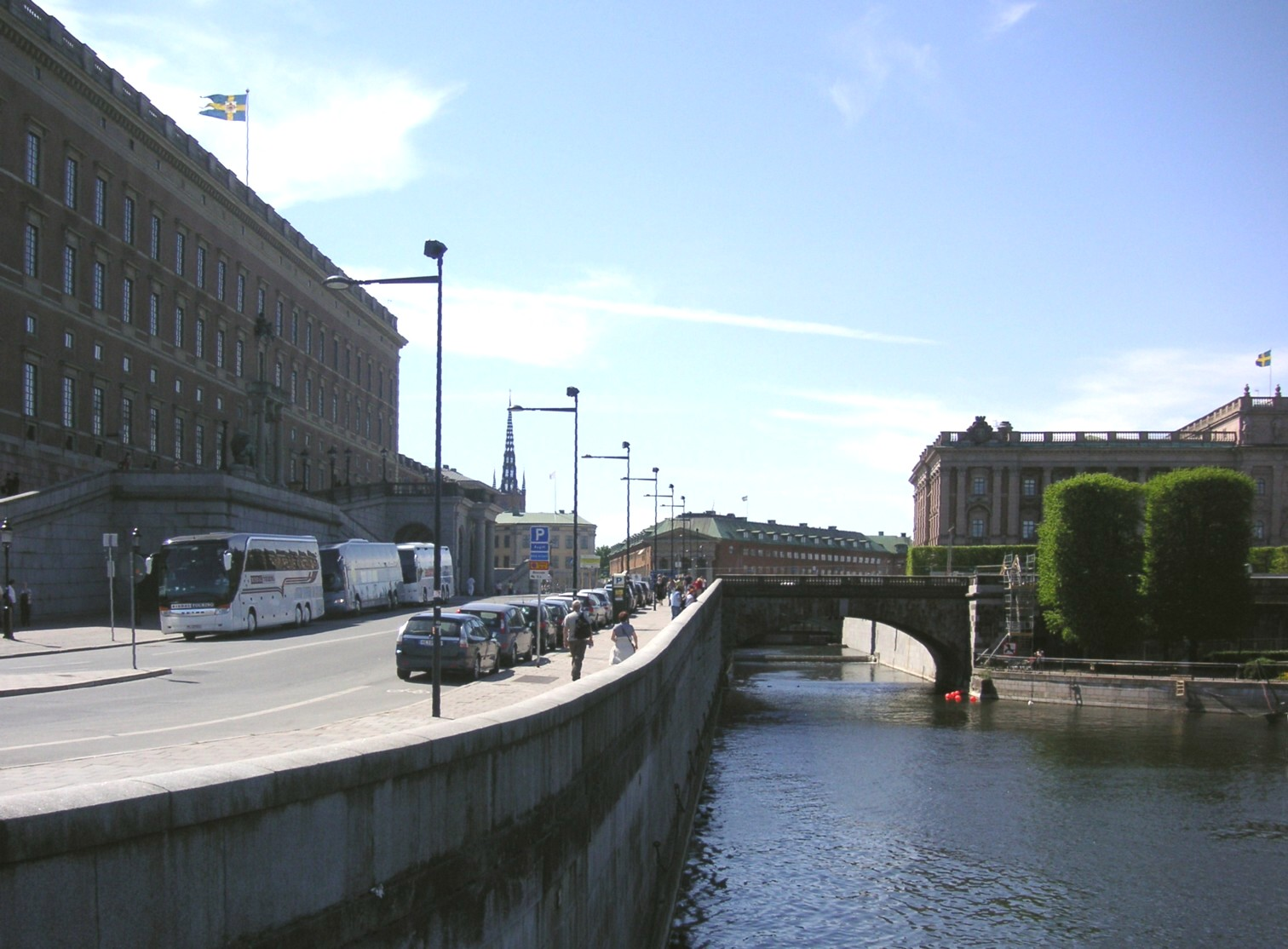
Slottskajen och Stallkanalen, maj 2008.

Slottskajen är en gata och kaj i Gamla stan i Stockholm, den löper norr om Stockholms slott, nedanför Lejonbacken, parallellt med Strömmen och Stallkanalen. I öst anslutar Slottskajen till Strömbron och Skeppsbron, i väst till Mynttorget. Norrbro leder rakt på Slottskajen.
Gatan fick sitt nuvarande namn år 1925. Den äldsta dokumenterade beteckningen är Stall bakkan (Stallbacken) från 1400-talets andra hälft som då även avsåg  Slottsbacken och den öppna platsen på slottets sydsida.  För kajområdet norr om slottet föreslog Namnberedningen 1921 namnet Slottsstranden, men det ändrades fyra år senare av Byggnadsnämnden till Slottskajen.